# Clatous Chama
Clatous Chama, né le 18 juin 1991, est un footballeur international zambien évoluant au milieu de terrain.

## Biographie

### En club
Clatous Chama atteint les demi-finales de la Ligue des champions de la CAF en 2016 avec le ZESCO United, puis signe un contrat de trois ans avec le club égyptien d'Al Ittihad. Il quitte néanmoins le club en février 2017 sans avoir joué le moindre match officiel. Il évolue alors aux Lusaka Dynamos puis rejoint le Simba Sports Club en 2018.
En 2020, il est nommé joueur de la saison en Tanzanie.

### En équipe nationale
Il reçoit sa première sélection en équipe de Zambie le 6 novembre 2015, en amical contre la RD Congo (défaite 0-3). Le 10 janvier 2016, il inscrit son premier but en équipe nationale, en amical face à l'Angola (victoire 1-2). Par la suite, le 16 juillet 2017, il se met en évidence en étant l'auteur d'un doublé face à l'Eswatini. Ce match gagné 0-4 rentre dans le cadre des éliminatoires du championnat d'Afrique des nations 2018.  En décembre 2023, il est retenu dans la liste des vingt-sept joueurs zambiens sélectionnés par Avram Grant pour disputer la Coupe d'Afrique des nations 2023.

## Palmarès

### En club
| ZESCO United - Championnat de Zambie (1) : - Vice-champion : 2016.                                                |  | Simba SC \| - Championnat de Tanzanie (2) : - Champion : 2018-19 et 2019-20. - Coupe de Tanzanie (1) : - Vainqueur : 2019-20. \| \| - Supercoupe de Tanzanie (1) : - Vainqueur : 2019. - Coupe Kagame inter-club (1) : - Finaliste : 2018. \| |
| - Championnat de Tanzanie (2) : - Champion : 2018-19 et 2019-20. - Coupe de Tanzanie (1) : - Vainqueur : 2019-20. |  | - Supercoupe de Tanzanie (1) : - Vainqueur : 2019. - Coupe Kagame inter-club (1) : - Finaliste : 2018. |

### En sélection
Zambie
- Coupe COSAFA (1) :
  - Finaliste : 2018.